# 富士山の噴火史

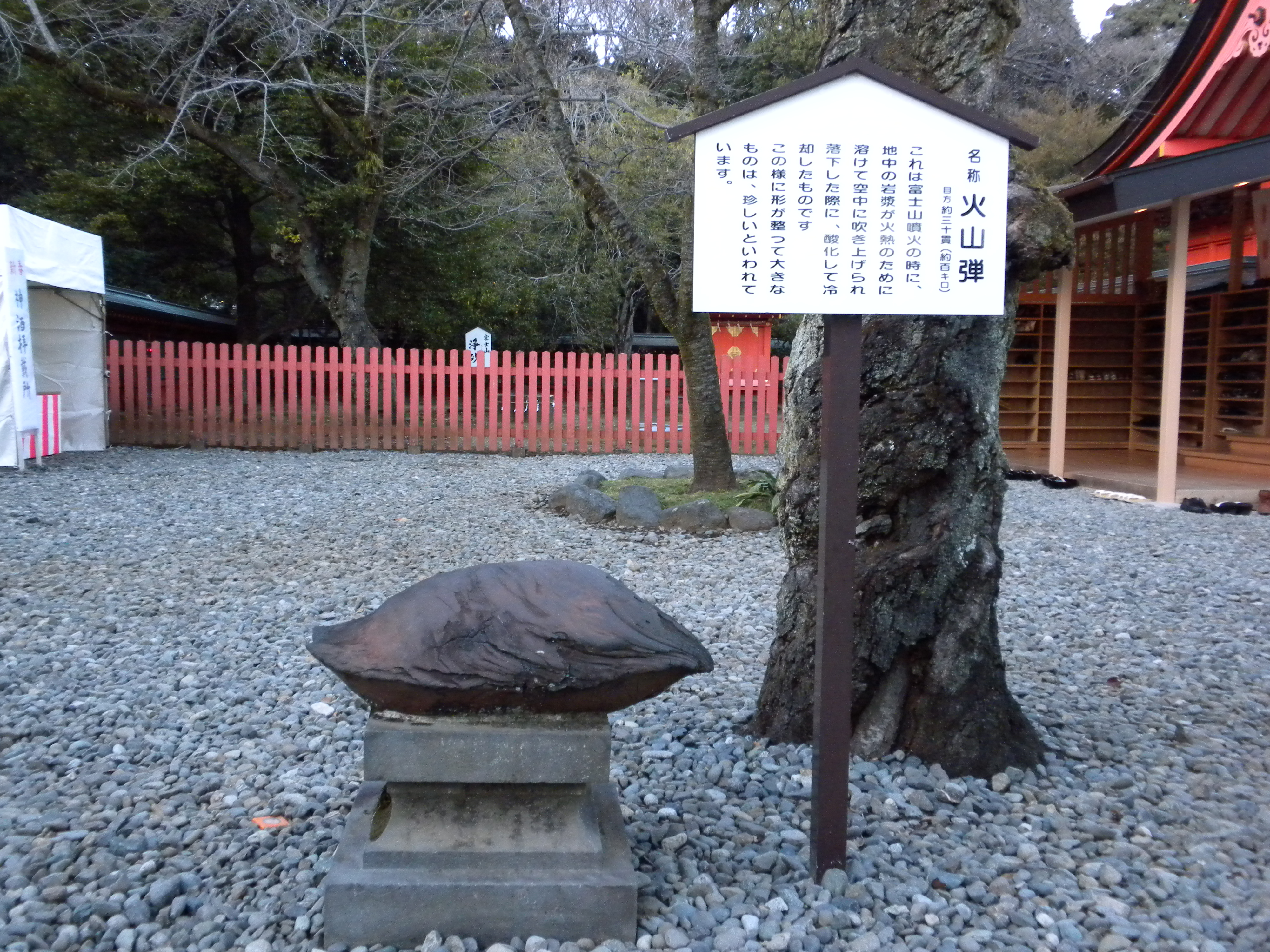
富士火山による火山弾（浅間大社）

富士山の噴火史（ふじさんのふんかし）では、富士火山の噴火の様子と変遷を概説する。
富士山は高さと山体の大きさに於いて日本最大の活火山である。富士山は最近10万年で急速に大きくなったと考えられており、その意味では「若い火山」に分類される。現在見えている山の外観は約1万年前から噴火活動を開始した新富士火山であり、その下に約70万年前から活動していた小御岳（こみたけ）火山と約10万年前から約1万年前に噴火した古富士火山があると言われている。
有史では新富士火山頂上の主火口からの噴火記録は無い。それゆえ噴火は側火山によるものであるが、主なものに延暦大噴火、貞観大噴火、宝永大噴火の三大噴火が有ったとされている。貞観大噴火が最大規模で、次に宝永大噴火であるが、延暦大噴火は被害が大きかったものの、噴出物の総量からすると他の2つとは異なり、中規模の噴火と推定されている。

## 新富士火山以前の活動

富士山の構造

約10万年前まで、先小御岳火山・小御岳火山
富士山の周辺一帯は数百万年前から火山活動が活発であったことが知られている。その中で約70万年前、現在の富士山の位置に小御岳（こみたけ）火山が活動を始めた。その頃は南東にある愛鷹山（あしたかやま）の活動も活発で、二つの大きな活火山が並んでいた。現在この火山の頭部が富士山北斜面5合目（標高2,300m）の小御岳付近に露頭している。
約10万年から約5000年前まで、古富士火山 (星山期)
小御岳火山がしばらく休止した後、約10万年前から新たな活動時期に入った。この時期を古富士火山と呼ぶ。古富士火山は爆発的な噴火が特徴で、大量のスコリア・火山灰や溶岩を噴出し、標高3,000mに達する大きな山体を形成していった。古富士火山の山体は宝永山周辺等富士山中腹に認められるとされていたが、中腹のものは宝永噴火の堆積物である。約2万年前に田貫湖岩屑なだれを生じた。
氷期と泥流
北東麓側で富士相模川泥流（1万7000年前から1万4000年前）などの火山泥流が複数回発生した。当時は氷期で、最も寒冷化した時期には富士山における雪線（夏季にも雪が消えない地帯の境界）は標高2,500m付近にあり、それより高所には万年雪または氷河があったと推定され、山頂周辺の噴火による火山噴出物が雪や氷を溶かし大量の泥流を生じる融雪型火山泥流を発生させたと推定されている。
関東ローム層
東京周辺には、関東ローム層と呼ばれる褐色の細かい砂質の土が広がっている。これは古富士火山から飛んできた火山灰が主体の土である。同時期には箱根山も大量の火山灰を大規模に噴出させていたが、箱根の火山灰は白っぽく、古富士火山の火山灰は褐色なので見分けが付く。

## 新富士火山の活動
新富士火山の噴火では、溶岩流・火砕流・スコリア・火山灰・山体崩壊・側火山の噴火などの諸現象が発生しており、「噴火のデパート」と呼ばれている。大別すると山頂噴火では爆発的な噴火と成り、山腹割れ目噴火では溶岩流を噴出させる。また、岩屑なだれ、山体崩壊、火山泥流も生じている。
新富士火山旧期 (富士宮期)
- 紀元前1万5000年頃から紀元前6000年頃まで

山頂噴火と山腹噴火。断続的に大量の玄武岩質溶岩を噴出。流動性が良く遠くまで流れる傾向がある。この時期に噴火した溶岩は最大40kmも流れており、南側に流下した溶岩は駿河湾に達している。
紀元前9700年頃（約11,700年前）、三島溶岩流。紀元前6500年頃（約8,500年前）、山梨県大月市まで流れた猿橋溶岩。紀元前6000年頃（約8,000年前）、馬伏川岩屑なだれ。
新富士火山旧期 (須走-a期)
- 紀元前6000年頃から紀元前3600年頃まで

富士黒土層を形成。須走-a期は活動が低調であったと考えられており、富士宮期以前を古期富士火山、須走-a期以降を新期富士火山とする考えもある。
新富士火山中期 (須走-b期)
- 紀元前3600年頃から紀元前1500年頃まで

現在の円錐状の山体を形成。ほとんどが玄武岩からなる。
新富士火山旧新期前半 (須走-c期)
- 紀元前1500年頃から紀元前300年頃まで

噴火様式が「山頂・山腹からの溶岩流出」から「山頂山腹での爆発噴火」に移行した。紀元前1300年頃の噴火で大室山と片蓋山が形成。紀元前900年頃、御殿場岩屑なだれが発生。
新富士火山旧新期前半 (須走-d期)
- 紀元前300年頃から現在まで

新富士火山の火山灰は黒色が多い。新富士火山の噴火は地層的にも新しく、また8世紀以後には日本の古文書に富士山の活動が記載されており、噴火について貴重なデータを提供しているが、噴出源および年代が明らかになっていない溶岩流も多くある。しかし成果もあり、2001年から2003年に行われたスコリア丘のトレンチ調査によれば、9世紀の貞観噴火では割れ目噴火が多く発生し、山頂を挟み南北両山腹で溶岩を噴出し溶岩流を流下させていた。
諸説あるが、古記録によれば新富士火山の噴火は781年以後16回記録されている。噴火は平安時代に多く、800年から1083年までの間に10回程度、1511年等に噴火や火映等の活動があったことが、複数の古文書の分析や地質調査から明かとなっている。一方、文書によっては、1560年頃、1627年、1700年に噴火活動があったとされているが、信頼性は低い。また噴火の合間には平穏な期間が数百年続くこともあり、例えば1083年から1511年まで400年以上噴火の記録がないが、記録文書が散逸し残されていないだけで、噴火活動自体がなかったとは断言できない。実際に、1435年から1436年には火炎が見えたとの記録が残る。

### 噴火様式の違い
864年貞観噴火と1707年宝永噴火の噴出物の化学組成は玄武岩質でほぼ同じである。しかし、噴火様式は大きく異なり、864年貞観噴火が溶岩流で1707年宝永噴火はプリニー式噴火の爆発的噴火であった。この2つの噴火様式を分けたのは、マグマの脱水過程、噴火機構に違いがあったものと考えられている。
具体的には、玄武岩質噴出物中の斜長石の高圧下(約195MPa)のリキダス温度付近での溶解実験と結晶組織の分析から、864年貞観噴火は上昇したマグマはマグマ溜まりで若干の時間滞留し、脱水及び発泡と脱ガスが行われ新たなマグマが供給された後に噴出をした。また、1707年宝永噴火は地下20Km付近のマグマが滞留することなく上昇したため、脱水・発泡・脱ガスがほとんどなく、結果的に爆発的な噴火となった。

### 略年表

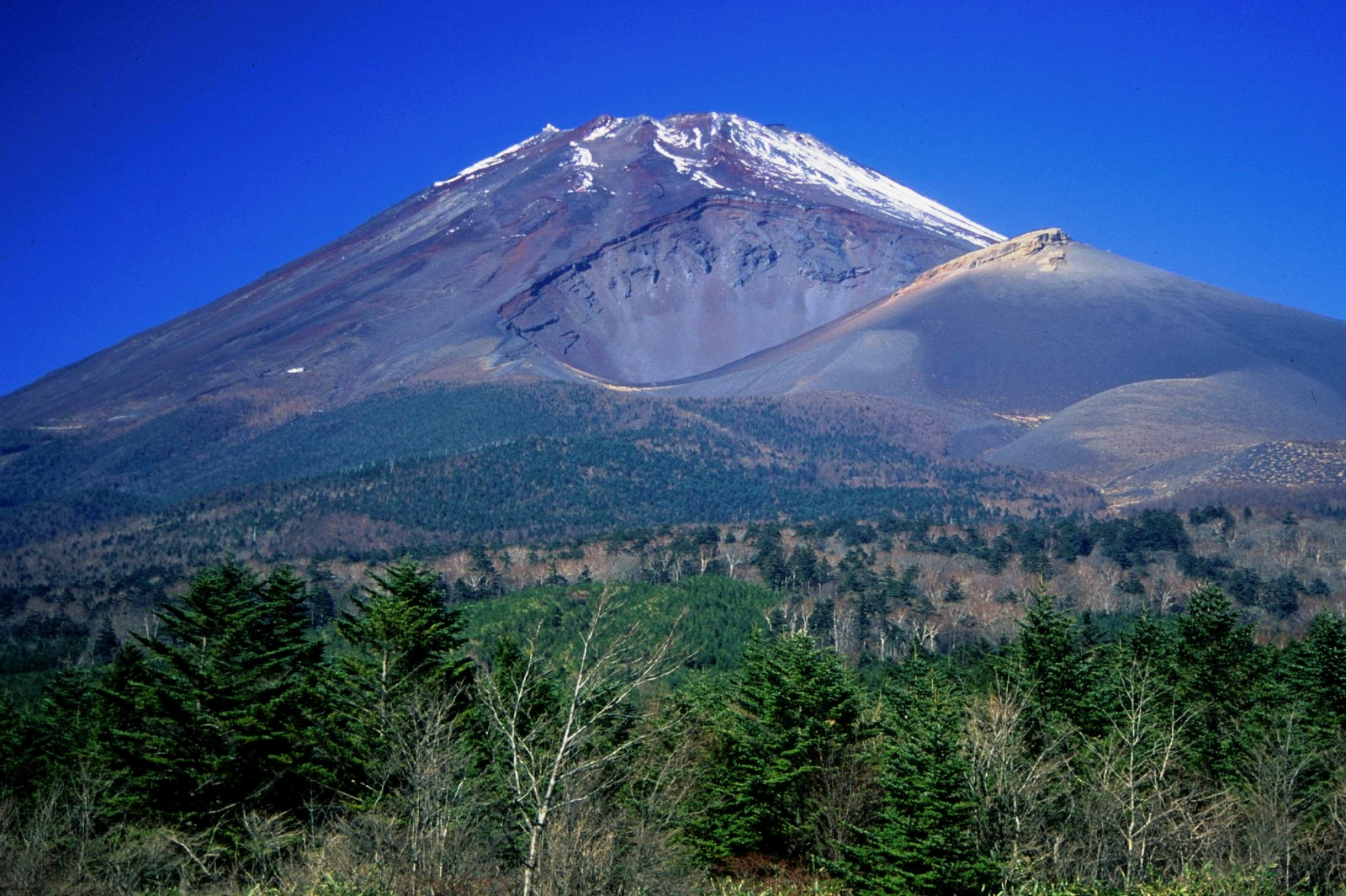
宝永火口と宝永山

約3000年前
縄文時代後期に4回の爆発的噴火を起こした。これらは仙石スコリア(Sg)、大沢スコリア(Os)、大室スコリア(Om)、砂沢スコリア(Zn)として知られている。富士山周辺は通常西風が吹いており噴出物は東側に多く積もるが、大沢スコリアのみ東風に乗って浜松付近まで飛んでいる。
約2900年前
富士山の東斜面で大規模な山体崩壊が発生し、岩屑なだれ、および泥流が発生した。この時崩壊した山体の体積は1.76 km3と推定されている。泥流は御殿場周辺から東へは足柄平野へ、南へは三島周辺を通って駿河湾へ流下した。これは御殿場泥流と呼ばれており、この泥流が堆積した範囲は現在の三島市の広い地域に相当する。山体崩壊が発生した原因は現在の所特定されていないが、崩壊当時顕著な噴火活動がないこともあって、富士川河口断層帯ないし神縄・国府津-松田断層帯を震源とする大規模な地震によるのではないかという説がある。
482年頃（清寧天皇三年）
（旧暦）3月から4月にかけて噴火か。
「走湯山縁起」の記述では、
781年 （天応元年）
噴火
800年〜802年（延暦19年）
（旧暦）3月14日から4月18日にかけて噴火。延暦大噴火
「日本紀略」（厳密には、紀略が引用した「日本後紀」逸文）の記述では、
802年（延暦21年）
1月8日 この噴火により相模国足柄路が一時閉鎖され、5月19日から翌年の5月8日までの1年間は、筥荷（箱根）路が迂回路として利用された。火山爆発指数:VEI3
864年（貞観6年）
貞観大噴火 864年6月 - 866年初頭にかけて活動青木ヶ原溶岩を形成した噴火で、山頂から北西斜面約10Kmの（現在の長尾山）から大量の溶岩流出とスコリア噴火とを起こす。
『日本三代実録』の記述では、5月25日付の報告として
（ここでいう1里は6町=約650m。「〜許里」は「〜里ばかり」の意。）
7月17日分の報告として
とある。
「剗の海（せのうみ）」は富士北麓にあった広大な湖の名だが、この時の溶岩流により埋め立てられ、水面の大半を失った。埋め立てを免れた西端部、東端部はのちに精進湖、西湖として知られた。流れ出た溶岩は一帯を広く覆い、「青木ヶ原溶岩」を形成した、その後この溶岩の上には新たに森林が形成され、現在では「青木ヶ原樹海」の通り名で知られている。この貞観大噴火は、貞観地震の5年前に起きた。
937年（承平7年）
噴火。
現在の河口湖と富士吉田市の間にあった「御舟湖」を埋め、剣丸尾第1溶岩を噴出させた噴火とされる。
「日本紀略」の記述では承平7年旧暦11月某日の条に、
999年 （長保元年）
噴火
1015年頃
北麓（剣丸尾第１溶岩）と南麓（不動沢溶岩）で同時噴火か。山梨県富士山科学研究所の磁鉄鉱分析による推定。
1033年初頭 （長元5年末）
噴火
1083年 （永保3年）
噴火
1435年または1436年初頭 （永享7年）
噴火
1511年 （永正8年）
噴火
1704年 （元禄16年末〜17年初頭）
鳴動
1707年
12月16日（宝永4年）旧暦11月23日 宝永大噴火。火山爆発指数:VEI5
大量のスコリアと火山灰を噴出。この噴火は日本最大級の地震である宝永地震の49日後に始まり、江戸市中まで大量の火山灰を降下させる等特徴的な噴火であった。
1708年 （宝永5年）
鳴動
1854年 （嘉永7年・安政元年）
安政東海地震発生。直後、富士の山頂に異様な黒雲がかかり、8合目付近に多数の火が上がる様が眺められたという。
1923年 （大正12年）
あらたな噴気
1987年 （昭和62年）
山頂のみで有感地震
2012年 （平成24年）
2月10日 富士山3合目（山頂の北西約6km）の山腹で僅かな噴気を確認したが、4月と5月の現地調査では湯気、温度の異常、硫黄臭は認められず。

### 宝永大噴火以降の活動
宝永大噴火後、富士山では大規模な火山活動はなかったが、江戸時代晩期から、昭和中期にかけて、山頂火口南東縁の荒巻と呼ばれる場所を中心に噴気活動があった。この活動は1854年の安政東海地震をきっかけに始まったと言われており、明治、大正、昭和中期に掛けての期間、荒巻を中心とした一帯で明白な噴気活動があったことが、測候所の記録や登山客の証言として残されている。
この噴気活動は明治中期から大正にかけて、荒巻を中心に場所を変えつつ活発に活動していたとされる。活動は昭和に入って低下し始めたが、1957年の気象庁の調査においても50℃の温度を記録していた。その後1960年代には活動は終息し、現在山頂付近には噴気活動は認められていない。
しかしながら、噴気活動終了後も山頂火口や宝永火口付近で地熱が観測されたと記録されている。以上のように、富士山がつい近年まで噴気という火山活動の諸形態の一つを続けていたという事実は、富士山が現在も息づいている活火山である証拠である。

## 地震との関係
宝永大噴火は宝永地震の49日後に発生している。そのほかに南海トラフや相模トラフを震源とする地震や近隣地域地震の前後25年以内に、富士山に何らかの活動が発生している事例が多く、地震と富士山活動とは関連性があるとされる。
また、噴火活動ではないが、1331年の元弘地震(M7)や1792年、1891年濃尾地震(M8.0)では地震の震動で山体崩壊や大規模な斜面の崩落が発生したと記録されている。